# NGC 963
إن جي سي 963 (بالألمانية: NGC 963) التي يرمز لها بالرمز NGC 963، هي مجرة حلزونية ماجلانية، في كوكبة قيطس.

## الاكتشاف
اكتشفت في 1886.